# Waste of MFZB
Waste of MFZB é o quinto álbum de estúdio da banda Zebrahead, lançado em 26 de Julho de 2004.

## Faixas
1. "Are You for Real?" — 3:23
2. "Let Me Go" — 2:58
3. "One Less Headache" — 3:13
4. "Burn the School Down" — 3:50
5. "Lightning Rod" — 3:39
6. "Blindside" — 3:00
7. "Veils and Visions" — 3:04
8. "One Shot" — 2:53
9. "Timing Is Everything" — 2:21
10. "Wannabe" (cover de Spice Girls) — 2:29

## Créditos
- Justin Mauriello - Guitarra, vocal
- Ali Tabatabaee - Vocal
- Greg Bergdorf - Guitarra principal, Backing vocals
- Ben Osmundson - Baixo
- Ed Udhus - Bateria